# Freddie Aguilar
Freddie Aguilar, nato Ferdinand Pascual Aguilar (Ilagan, 5 febbraio 1953 – Quezon City, 27 maggio 2025), è stato un cantautore, compositore e musicista filippino.

## Biografia
Tra i più grandi, influenti e innovativi cantanti filippini di sempre, è considerato una delle massime personalità nella storia della musica leggera filippina sia come compositore ed interprete della propria musica, sia come compositore per altri artisti. Grazie ai suoi grandi successi, non solo nelle Filippine ma anche nel resto del mondo, è inoltre considerato uno dei pionieri del pop/rock filippino e la sua produzione ha impresso una svolta decisiva a tale genere.
Le sue musiche e canzoni hanno avuto notevole influenza anche in ambito culturale e sociopolitico. Il suo singolo Anak è la canzone filippina più venduta della storia, mentre la sua versione di Bayan Ko è divenuta l'inno della rivoluzione del Rosario, una sollevazione civile e militare che ha costretto il Presidente Ferdinand Marcos all'esilio forzato.